# Фредро, Ян
Граф Ян Максимилиан Фредро (1784, Сурохув близ г. Ярослав — 15 февраля 1845) — польский военачальник, государственный деятель, поэт, переводчик, драматург, театральный критик. Бригадный генерал Царства Польского, полковник наполеоновской армии, участник наполеоновских войн (1812—1814). Член Административного и Государственного советов Царства Польского. Адъютант императора Александра I (с 1816), маршалок двора Царства Польского, товарищ министра народного просвещения, гофмаршал (1832). Брат комедиографа Александра Фредро.

## Биография
Родился в семье галицких землевладельцев Фредро. Получил полупольское, полуфранцузское домашнее образование. Сын графа Яцека Фредро (1770—1828), великого коронного подчашего Галиции и Лодомерии. После гибели матери Марианны (урожд. Дембиньской) во время пожара в семейном имении в Беньковой Вишне (1806 год) вместе с отцом и братом переехал во Львов.
В молодости долгое время находился при дворе князей Чарторыйских в Пулавах. В 1806 году вступил во 2-й варшавский пехотный полк и вскоре стал капитаном-адъютантом Главного штаба армии герцогства Варшавского. Несколько месяцев спустя перешёл в кавалерию, во 2-й уланский полк. Участник наполеоновской кампании 1812—1814 гг.
После присоединения Польши к России перешел на русскую службу и дослужился до бригадного генерала. Перейдя на гражданскую службу, состоял гофмаршалом варшавского двора, был посвящён в высокие степени масонства, в 1830 году — куратор Варшавского университета. После польского восстания 1830 года вышел в отставку и проживал в Веймаре. В 1832 году на некоторое время вернулся в Петербург и был назначен гофмаршалом двора.
Последние годы проживал за границей: жил с семьей в Дрездене, Веймаре, в Ницце и в Париже. По словам М. Д. Бутурлина, «граф Фредро был молодец и видный из себя мужчина, но без состояния. Он взял значительное довольно приданое за женой, так как несостоятельность её отца открылась уже по его смерти. Переселившись окончательно во Францию, он прожил там всё и умер». Похоронен в Париже на кладбище Пер-Лашез.
Автор драматических произведений, поэзии, мемуаров. Переводил с французского языка произведения Ж. Расина («Андромаха», «Британик», «Федра»). В 1815—1819 гг. печатал критические статьи (под псевдонимом Х.) в газетах «Gazeta Warszawska», «Gazeta Korespondenta Warszawskiego» и «Gazeta Korespondenta Zagranicznego». Участвовал в литературной жизни Варшавы. Его перу принадлежат три забытых трагедии, написанных в ложноклассическом духе: «Дидона», «Гаральд» и «Ванда». Для последней он избрал тему из польской старины, но обработал её по французским образцам.
- Гаральд (Harald). Трагедия в стихах в 5 актах, поставлена в Варшаве 30.09. 1827, издана Warszawa 1828;
- Władza poezji (ода), 1829
- Do słowika
- Tragedie, Lipsk 1837
- Poezje, рукопись: Библиотека Чарторыйских
- Pamiętniki, рукопись находилась в архивах гр. Карловой в Санкт-Петербурге

## Семья
Жена (с 22.01.1819) — графиня Прасковья Николаевна Головина (1790—30.10.1869), старшая дочь графа Н. Н. Головина от его брака с княжной В. Н. Голицыной. Вместе с сестрой Елизаветой была воспитана матерью в окружение иезуитов и французских эмигрантов, и тайно перешла в католичество. В 1810 году была пожалована во фрейлины, но успеха в обществе не имела. По мнению графини Головиной, внешность её старшей дочери «не представляла ничего привлекательного: она не отличалась ни красотой, ни грацией и не могла внушить никакого опасного чувства», но при этом была «замечательной женщиной с рано созревшим умом, благочестивой и образованной». Оставила после себя неизданные ещё, но интересные записки, в которых признавалась, что граф Фредро ей не очень нравился и если бы не вопрос религии и не желание исповедовать католическую веру, она бы никогда не согласилась на этот брак, да и ни на какой другой. Понадобилось время, чтобы она привыкла к супругу и полюбила его всем сердцем. Похоронена рядом с мужем в Париже. В браке родилось два сына:
- Феликс Максимилиан (1820—1874), после смерти отца зарабатывал на жизнь в Париже рисованием для иллюстрированных изданий, к чему имел большой талант. Весьма приятный в обществе («совсем комильфо»), он смог понравиться княгине В. С. Голицыной (подруге детства графини П. Н. Фредро), и был привезен ею в Петербург, где пошёл в гору. Сначала был причислен ко двору великой княгини Марии Николаевны, позже служил статс-секретарем. В 1840—1850-х годах непременный участник всех музыкальных и литературных вечеров Петербурга. Был дружен с А. Г. Рубинштейном, который посвятил ему музыкальную картину для оркестра «Дон-Кихот», и И. С. Тургеневым. После 1863 года проживал в Веймаре и Париже, где был постоянным участником музыкальных вечеров в доме Полины Виардо.
- Юзеф Добислав (1825—17.05.1870), принял французское подданство и стал католическим священником. Умер в Париже и похоронен рядом с родителями.

## Награды
- Рыцарский крест ордена «Virtuti Militari» (1807)[5]
- Орден Святого Станислава 1-й степени (11 сентября 1821)[6]
- Кавалер ордена Почётного легиона[5]